# Haderonia capnodes
Haderonia capnodes là một loài bướm đêm trong họ Noctuidae.